# 上田長則
上田長則（1534年—1583年，即天文3年－天正11年）是戰國時代－安土桃山時代人物。後北條氏家臣。父上田朝直。弟上田憲定。武藏松山城主。通稱藏人佐、能登守。
父親朝直死後由長子長則繼承，他負責文書處理和核發朱印狀給商家。天正11年（1583）50歲死去。家督由弟弟憲定繼承。